# Palpungklostret
Palpungklostret (tibetanska: དཔལ་སྤུངས།) är en samling kloster som tillhör Tai Situpa-grenen av Kagyü-skolan för tibetansk buddhism.
Klostret uppstod på 1100-talet och hade ett betydande religiöst och politiskt inflytande genom århundradena.